# 鳥羽市水産研究所
鳥羽市水産研究所（とばしすいさんけんきゅうじょ）は、三重県鳥羽市が設置する水産研究所。市立の水産研究所は日本国内では珍しい存在である。所員2人の小規模な研究所であるが、創設以来漁業者の目線に立ち、藻類を中心とした種苗生産と研究を続けてきた。2020年（令和2年）まで研究所は坂手島にあったが、鳥羽市は持続可能な漁業を推進し地域経済の発展に寄与させるため、同年4月に本土の小浜町へ新築移転した。

## 活動
鳥羽市の初代市長・中村幸吉の主導で1964年（昭和39年）に坂手島に設置され、2020年（令和2年）に本土の小浜町へ移転した。中村は「育てる漁業」を育成することを意図し、特にアワビ・ノリ・ワカメを重視した。2019年（令和元年）9月現在はクロノリ・ワカメなどの藻類の種苗生産、藻場育成、藻類の養殖指導などを主な業務としている。また地域の漁業者との連携や市内の中学生への環境教育も実施している。漁業者に密着した研究を心がけており、実際に漁業者からの信頼は厚く、研究員は頻繁に漁業者から呼び出されて現場に急行している。
2018年（平成30年）7月時点では研究員が2人いたが、2019年（平成31年）4月現在は1人だけである。唯一の研究員である岩尾豊紀は「海藻博士」の異名を持ち、海藻や貝類の研究に従事する。研究以外ではデザイナーと協働して「利き海苔セット」を作ったり、『広報とば』で連載を持ったりといった活動も行っている。

### 地域連携
鳥羽磯部漁業協同組合答志支所の「黒のり養殖研究会」との連携では、ノリ養殖の適温である11 - 13℃まで低下する時期が年々遅れていることを突き止め、同研究会が二期作から一期作に減らすことで品質向上に成功し、第41回農林水産祭（2002年）で日本農林漁業振興会長賞を受賞するきっかけを作った。同支所青壮年部とは大築海島でアワビの生息環境となるアラメの藻場作りを実施している。この取り組みも第14回全国青年・女性漁業者交流大会（2009年）で農林水産大臣賞を受賞した。ここで得た技術を生かし、2011年（平成23年）4月よりミキモト真珠島の周辺海域でもアラメの植林が行われている。
2012年（平成24年）からは、浦村町のカキ養殖業家と連携して日本国産のヒジキ養殖を試行している。2014年（平成26年）には鳥羽市の旅館の女将、鳥羽商工会議所、御木本製薬らと鳥羽市産の海藻を使った美容液「パールプリンセス ボディスキンケアジェル」を開発した。

## 新研究所
小浜町の新施設は鉄骨構造一部2階建て、敷地面積1,127.79 m2、建築面積552.38 m2、延床面積727.50 m2で、研究室などが入る事務所棟と水槽が並ぶ種苗棟からなる。施設には坂手島の研究所にはなかった会議研修室や加工品研究のための厨房室が設けられる。所内の資料室には図書室の役割を持たせ、一般公開する予定である。建物は南勢建築設計の設計、磯部・亀川特定建設工事共同企業体の施工による。新施設完成後も坂手島の研究所は、ワカメの種苗生産施設として維持・活用されるが、新施設への移転から10年後（2030年）をめどに本土へ完全統合する予定である。
研究所は研究拠点、生産向上、現実実践、教育拠点、情報発信、観光振興、多分野連携の7つのキーワードにより運営する。具体的には、学校からの視察を受け入れるなどの水産研究の教育機能や、パッケージツアーに組み込んでもらうなどして観光客を受け入れる観光振興機能を持たせることが計画されている。研究面では海藻類の生態調査、栄養・効能の分析、調理法などの新しい分野に着手し、藻類研究の一大拠点とする計画である。所員は2人（うち研究員1人）で始動するが、将来的に研究員の増員を検討している。

## 歴史
漁業の盛んな鳥羽市にとって漁業振興は重要な政策である。初代の市長・中村幸吉は志摩度会海区漁業調整委員会委員を務め、水産問屋「中幸」を経営するなど市長就任前から漁業との関わりが深く、市長就任後は漁港整備に力を入れていた。これと並行して、中村は鳥羽市の重要な漁獲対象であるアワビの増殖とノリ・ワカメの養殖の振興を目的に、水産研究所の設置を企図し、アワビ研究者の猪野俊（東京水産大学教授）に人選を相談をした。猪野は石川貞二を推薦し、石川が初代所長に就任することが決定した。
1964年（昭和39年）4月18日、鳥羽市は水産研究所を坂手島（坂手町373番地、北緯34度29分0.4秒 東経136度51分18.4秒 / 北緯34.483444度 東経136.855111度）に設置した。研究所には種苗供給施設が併設され、クロダイ・アワビ・ノリ・ワカメなどの種苗を生産し、漁業者に提供する役割を果たした。漁業指導では、1970年代から1980年代にかけて浦村かきの死亡率が上昇している問題の解決策として、筏の位置の変更や下水の規制などの提案を行っていた。
研究所が設置された頃、伊勢湾の汚染が深刻なものになっており、鳥羽市沖で漁獲されるボラに石油の臭いのするものが混ざって売れなくなり、伝統のたてきり漁が途絶えることになった。1970年（昭和45年）頃からはアワビの漁獲量が急激に減少し始め、石川はその原因が合成洗剤にあると考え、ウニやカキを使った実験を通して証拠を集めて合成洗剤追放運動に身を投じることになった。1976年（昭和51年）には鳥羽市議会が合成洗剤追放を求める請願書を採択するに至ったが、市を挙げての運動は長続きしなかった。
2005年（平成17年）、鳥羽市は集中改革プランを策定し、その中で「水産研究所の見直し」が掲げられた。集中改革プランは5か年計画で進行し、当初は研究所を廃止する方向で議論が進んでいた。しかし2009年（平成21年）度に鳥羽市の水産業の発展のために藻場再生などで研究所を活用しようという方針に転換し、廃止を免れた。さらに2018年（平成30年）には本土へ新築移転し、施設拡張する計画が発表された。
2019年（平成31年）1月14日放送の三重テレビの番組『ええじゃないか。』でチャンカワイ（Wエンジン）と松島史奈が研究所を訪れ、海藻研究の様子を見学した。

### 本土移転
施設の老朽化と離島という立地条件から、鳥羽市では本土の小浜町で新研究所の整備を進めた。これは、日本国政府の地方創生拠点整備交付金の採択を受けた事業「鳥羽市水産研究所を核とした『とばうみ』再生計画」に基づいており、総事業費308,420千円（うち建設費300,049千円）の半額を日本国の交付金で賄った。2020年（令和2年）4月10日、関係者約30人が出席して、新施設の竣工式が開かれた。